# Lispocephala paloloae
Lispocephala paloloae är en tvåvingeart som beskrevs av Malloch 1928. Lispocephala paloloae ingår i släktet Lispocephala och familjen husflugor. Inga underarter finns listade i Catalogue of Life.